# 7. maj
7. maj je 127. dan leta (128. v prestopnih letih) v gregorijanskem koledarju. Ostaja še 238 dni.

## Dogodki
- 1429 – Ivana Orleanska vodi napad Francozov na angleška mostišča na južni strani reke Loare
- 1915 – ob južni obali Irske popoldne potone RMS Lusitania potem, ko jo napade podmornica U-20
- 1919 – versajska pogodba je izročena nemški delegaciji
- 1929 – v ljubljanski operi premierno uprizorjena Kogojeva opera Črne maske
- 1943 – zavezniki osvobodijo Tunis in Bizerto
- 1945 – Alfred Jodl in Dwight Eisenhower v Reimsu podpišeta dokument o brezpogojni nemški kapitulaciji
- 1952 –
  - Geoffrey W.A. Dummer prvič objavi zamisel integriranega vezja, osnovo sodobnih računalnikov
  - izhajati prične slovenski verski časopis Družina
- 1954 – vietnamske sile osvojijo Dien Bien Phu
- 1956 – ustanovljeno Slovensko mladinsko gledališče v Ljubljani
- 1984 – prva slovenska televizija RTV Ljubljana prvič oddaja teletekst
- 1992 – raketoplan Endeavour prvič vzleti
- 1999 – Natova letala bombardirajo veleposlaništvo LR Kitajske v Beogradu

## Rojstva
- 1328 – Ludvik II., nemški volilni knez, brandenburški mejni grof, bavarski vojvoda (VI.) († 1365)
- 1711 – David Hume, škotski filozof, zgodovinar, ekonomist († 1776)
- 1713 – Alexis Claude Clairaut, francoski matematik, astronom († 1765)
- 1748 – Olympe de Gouges, francoska revolucionarka, pisateljica in feministka († 1793)
- 1792 – Janez Cigler, slovenski pisatelj († 1867)
- 1833 – Johannes Brahms, nemški skladatelj († 1897)
- 1840 – Peter Iljič Čajkovski, ruski skladatelj († 1893)
- 1861 – Rabindranath Tagore, indijski (bengalski) pesnik, filozof, nobelovec 1913 († 1941)
- 1866 – Jožef Čarič, slovenski (prekmurski) politik in duhovnik († 1935)
- 1867 –

- Pankracij Gregorc, slovenski duhovnik, pesnik in pisatelj († 1920)
- Władysław Stanisław Reymont, poljski pisatelj, nobelovec 1924 († 1925)

- 1892 – Josip Broz - Tito, predsednik SFRJ († 1980)
- 1893 – Ivan Albreht, slovenski književnik in publicist († 1955)
- 1896 – Pavel Sergejevič Aleksandrov, ruski matematik († 1982)
- 1901 – Gary Cooper, ameriški filmski igralec († 1961)
- 1919 – María Eva Duarte de Perón - Evita, argentinska političarka († 1952)
- 1921 – Noni Žunec, slovenski tenorist, operni in koncertni pevec († 2004)
- 1932 – Marjan Stare, slovenski besedilopisec, pesnik, novinar in igralec († 1996)
- 1968 – Traci Lords (Nora L. Kuzma)
- 1973 – Gašper Tič, slovenski igralec († 2017)
- 1977 – Marko Milič, slovenski košarkar
- 1998 – Jimmy Donalson (MrBeast), ameriški vplivnež

## Smrti
- 685 – Marvan I. ibn al-Hakam, četrti kalif Umajadskega kalifata (684-685), (* 623)
- 973 – Oton I., nemški cesar (* 912)
- 1065 – Gisela Ogrska, soproga madžarskega kralja Štefana I. (* 985)
- 1166 – Vilijem I., sicilski kralj, vladar južne Italije (* 1131)
- 1205 – Ladislav III., madžarski kralj (* 1201)
- 1231 – Beatrika II., burgundska grofica (* 1191)
- 1234 – Oton I. Andeški, vojvoda Meranije (* 1180)
- 1523 – Franz von Sickingen, nemški vitez, verski reformator (* 1481)
- 1617 – David Fabricij, nizozemski duhovnik, astronom (* 1564)
- 1793 – Pietro Nardini, italijanski violinist, skladatelj (* 1722)
- 1800 – Niccolò Piccinni, italijanski skladatelj (* 1728)
- 1805 – William Petty Fitzmaurice, britanski državnik (* 1737)
- 1825 – Antonio Salieri, italijanski skladatelj, dirigent (* 1750)
- 1890 – James Nasmyth, škotski inženir, ljubiteljski astronom (* 1808)
- 1941 – James George Frazer, škotski socialni antropolog in religiolog (* 1854)
- 2001 – Joseph Harold Greenberg, ameriški jezikoslovec (* 1915)